# Campeonato Europeo de Tiro al Plato de 2004
El XXXVI Campeonato Europeo de Tiro al Plato se celebró en Latsia (Chipre) en el año 2004 bajo la organización de la Confederación Europea de Tiro (ESC) y la Federación Chipriota de Tiro Deportivo.

## Resultados

### Masculino
| Evento               | Oro                     | Plata                          | Bronce                        |
| -------------------- | ----------------------- | ------------------------------ | ----------------------------- |
| Foso                 | Alp Kızılsu Turquía     | István Putz · Hungría ·        | Stéphane Clamens Francia      |
| Foso (equipos)       | Reino Unido             | Francia                        | Alemania ·                    |
| Doble foso           | Håkan Dahlby · Suecia · | Richard Faulds Reino Unido     | Daniele Di Spigno · Italia ·  |
| Doble foso (equipos) | Suecia ·                | Italia ·                       | Rusia ·                       |
| Skeet                | Ennio Falco · Italia ·  | Jan Sychra · República Checa · | Juan José Aramburu · España · |
| Skeet (equipos)      | Noruega ·               | Italia ·                       | Alemania ·                    |

### Femenino
| Evento               | Oro                       | Plata                             | Bronce                         |
| -------------------- | ------------------------- | --------------------------------- | ------------------------------ |
| Foso                 | Vanessa León · España ·   | Sarah Gibbins Reino Unido         | Pia Hansen · Suecia ·          |
| Foso (equipos)       | España ·                  | Alemania ·                        | Rusia ·                        |
| Doble foso           | Pia Hansen · Suecia ·     | Elena Innocenti · Italia ·        | Susanne Kiermayer · Alemania · |
| Doble foso (equipos) | Italia ·                  | Finlandia ·                       | Rusia ·                        |
| Skeet                | Svetlana Demina · Rusia · | Veronique Girardet-Allard Francia | Erdzhanik Avetisian · Rusia ·  |
| Skeet (equipos)      | Rusia ·                   | Italia ·                          | Francia                        |

## Medallero
| Núm. | País            | Oro | Plata | Bronce | Total |
| ---- | --------------- | --- | ----- | ------ | ----- |
| 1    | Suecia          | 3   | 0     | 1      | 4     |
| 2    | Italia          | 2   | 4     | 1      | 7     |
| 3    | Rusia           | 2   | 0     | 4      | 6     |
| 4    | España          | 2   | 0     | 1      | 3     |
| 5    | Reino Unido     | 1   | 2     | 0      | 3     |
| 6    | Noruega         | 1   | 0     | 0      | 1     |
|      | Turquía         | 1   | 0     | 0      | 1     |
| 8    | Francia         | 0   | 2     | 2      | 4     |
| 9    | Alemania        | 0   | 1     | 3      | 4     |
| 10   | Finlandia       | 0   | 1     | 0      | 1     |
|      | Hungría         | 0   | 1     | 0      | 1     |
|      | República Checa | 0   | 1     | 0      | 1     |
|      | TOTAL           | 12  | 12    | 12     | 36    |